# Älsjön (Mörlunda socken, Småland)
Älsjön är en sjö i Hultsfreds kommun i Småland och ingår i Emåns huvudavrinningsområde. Sjön har en area på 0,0785 kvadratkilometer och ligger 99,3 meter över havet.

## Delavrinningsområde
Älsjön ingår i det delavrinningsområde (635603-150586) som SMHI kallar för Utloppet av Våmmesjö. Medelhöjden är 124 meter över havet och ytan är 26,62 kvadratkilometer. Det finns inga avrinningsområden uppströms utan avrinningsområdet är högsta punkten. Vattendraget som avvattnar avrinningsområdet har biflödesordning 2, vilket innebär att vattnet flödar genom totalt 2 vattendrag innan det når havet efter 86 kilometer. Avrinningsområdet består mestadels av skog (75 %). Avrinningsområdet har 1,2 kvadratkilometer vattenytor vilket ger det en sjöprocent på 4,5 %.